# 松平いを子
松平 いを子（まつだいら いをこ、1935年 - 没年不明）は、日本の翻訳家。東京大学大学院終了（中国文化史専攻）。和爾桃子によると、2006年の時点で既に死去しているという。

## 翻訳
- 「漢の娘 : 寧老太太の生涯」 アイダ・プルーイット（英語版）、せりか書房 1980 (アジア文化叢書)
- 「アリランの歌 : ある朝鮮人革命家の生涯」 ニム・ウェールズ、岩波文庫 1987
- 「古代中国の性生活 : 先史から明代まで」 R.H.ファン・フーリック、せりか書房 1988／講談社学術文庫 2025 - 電子書籍も刊
- 「中国文明史」 ヴォルフラム・エーバーハルト（英語版）、大室幹雄共訳、筑摩書房 1991

下記は各・グーテンベルク21（電子出版、2016ほか）で再刊
- 「中国梵鐘殺人事件」 ロバート・ファン・フーリック、三省堂 1989 (ディー判事（英語版）シリーズ)
- 「中国鉄釘殺人事件」 ロバート・ファン・フーリック、三省堂 1989 (ディー判事シリーズ)
- 「中国迷路殺人事件」 ファン・フーリック、筑摩書房〈ちくま文庫〉 1995
- 「ディー判事 四季屏風殺人事件」 R.ファン・フーリック、中央公論新社〈中公文庫〉 1999